# 性博物館 (阿姆斯特丹)

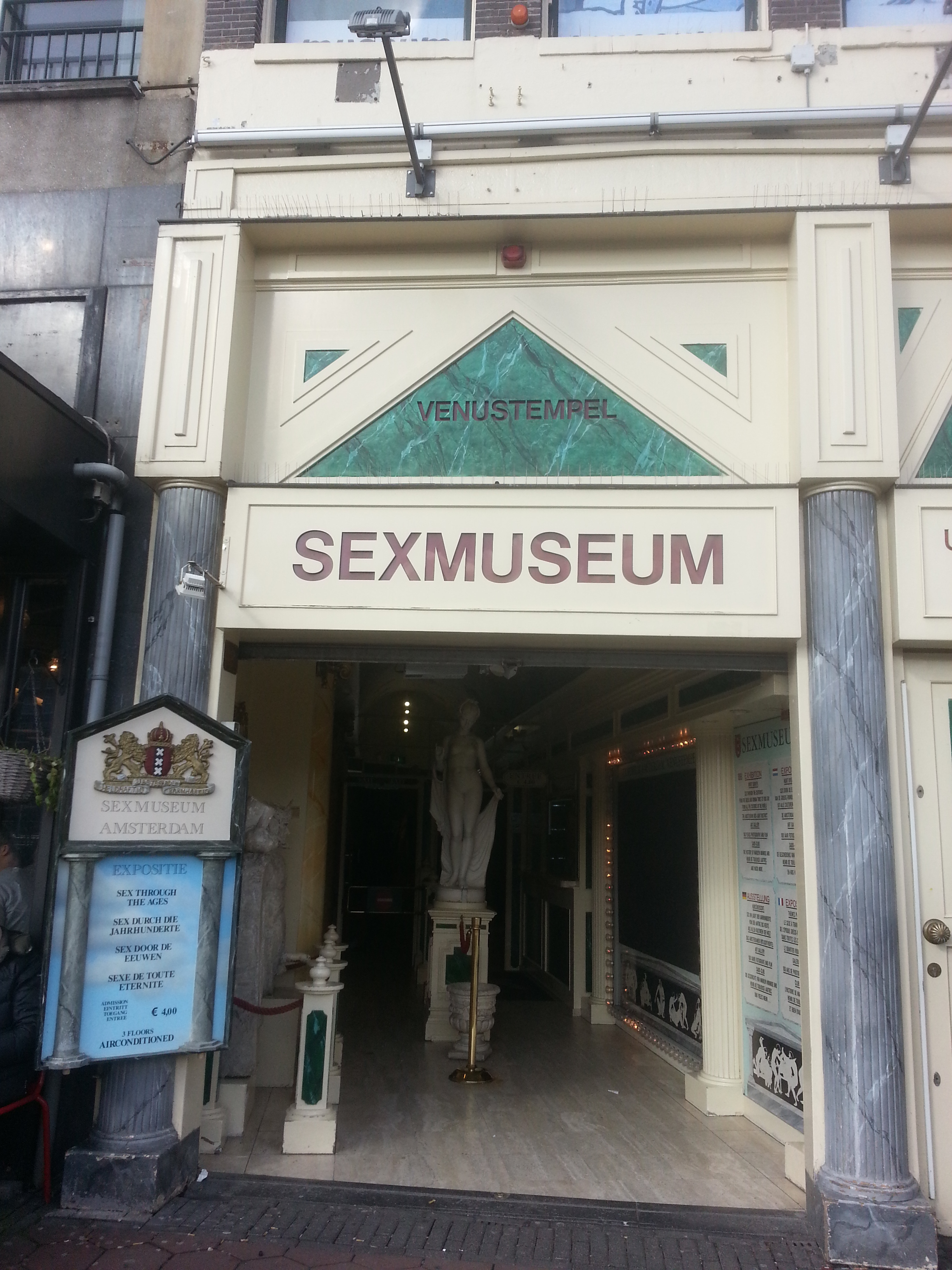

性博物館（Sexmuseum），又名維納斯神廟（Temple of Venus），是荷蘭阿姆斯特丹的一座以性為主題的博物館。這座博物館開業於1985年。2015年，這座博物館的遊客有675,000人。是荷蘭遊客人數最多的博物館之一。

## 外部連結
- Sexmuseum Amsterdam （页面存档备份，存于）, official website
- 维基共享资源上的相關多媒體資源：性博物館

52°22′36″N 4°53′50″E / 52.3765923°N 4.8972585°E